# Anastasia Eduardivna Baburova
Anastasia Eduardivna Baburova (tiếng Ukraina: Анастасiя Едуардівна Бабурова, Anastasia Eduardovna Baburova tiếng Nga: Анастасия Эдуардовна Бабурова; 30 tháng 11 năm 1983 – 19 tháng 1 năm 2009) là một nhà báo làm việc cho tờ Novaya Gazeta và là sinh viên khoa báo chí ở Đại học Quốc gia Moskva, đã bị giết chết ngày 19 tháng 1 năm 2009 tại Moskva.
Là thành viên của Autonomous Action, cô đã điều tra các hoạt động của các nhóm Tân Quốc xã (Neo-Nazist). Cô bị bắn chết cùng với luật sư bảo vệ nhân quyền Stanislav Markelov, một mục tiêu khác của tên sát nhân.

## Cuộc đời
Anastasia Baburova sinh tại Sevastopol, Ukraina. Cô là người con duy nhất của Eduard Fjodorovich Baburov và Larissa Iwanivna Baburova, cả hai đều là giáo sư ở "Đại học Kỹ thuật quốc gia Sevastopol".
Năm 2000 cô bắt đầu học ở Phân khoa Quản trị chi nhánh Biển Đen của Đại học Quốc gia Moskva tại Sevastopol. Cùng với mẹ, cô nhập quốc tịch Nga năm 2000. Năm 2001, cô tới Moskva học môn luật quốc tế ở Học viện quốc gia về Quan hệ quốc tế Moskva (Moscow State Institute of International Relations). Năm 2004 Baburova trở thành sinh viên khoa báo chí ở Đại học Quốc gia Moskva Song song với việc học, cô làm freelance journalist (nhà báo tự do) cho các báo Wetschernjaja Moskwa, Rossiskaja Gazeta và Izvestia.
Từ tháng 10 năm 2008 cô làm phóng sự điều tra với tư cách nhà báo tự do (freelance) các nhóm Tân Quốc xã Nga cho tờ Novaya Gazeta.
Ngoài tiếng Nga và tiếng Ukraina mà cô coi là tiếng mẹ đẻ, cô cũng nói tiếng Anh và tiếng Pháp.

## Hoạt động chính trị
Baburova bắt đầu hoạt động chính trị khi cô chứng kiến bọn Tân Quốc xã tấn công một người nước ngoài, sau đó cô đã viết trong nhật ký: "Thật khó khăn khi nhìn vào mắt của một sinh viên Hàn Quốc, người vừa mới bị 2 tên côn đồ vị thành niên đâm trong đền thờ... chúng vẫy tay 'Sieg Heil' hướng tới xe điện và chạy đi".
Baburova hoạt động trong phong trào bảo vệ môi trường vô chính phủ. Cô từng tham gia các hoạt động của các trại sinh thái, trong các diễn đàn xã hội, trong đó có Diễn đàn Xã hội châu Âu lần thứ 5 ở Malmö (Thụy Điển) năm 2008, tổ chức lễ hội "Chống chủ nghĩa tư bản" năm 2008, và đã tham gia các hoạt động chống phát xít nói chung.
Tháng 7 năm 2008, Baburova đã tham gia một cuộc biểu tình chống việc chặt rừng Khimkinsky. Cô đã phải ngủ một đêm trong nhà tù vì tham gia một cuộc phản đối chống lại việc đuổi các cựu công nhân nhà máy thịt heo "Smena" ở Moskva và các người nhập cư từ Cộng đồng các Quốc gia Độc lập (CIS) bi bần cùng hóa.
Ngày trước khi bị giết, Baburova xuất hiện trong cuộc họp những người cộng sản vô chính phủ của tổ chức "Autonomous Action". Trước đó cô đã viết một bài nhân danh báo "Avtonom"

## Hoạt động báo chí
Trong suốt năm 2008, Anastasia Baburova làm việc trong nhóm biên tập tờ báo Izvestiya vủa Nga, và đã có hàng chục bài báo đăng trên cả báo Izvestiya lẫn Bản tin Tài chính (Finacial News), đặc biệt là về tài chính. Tháng 12 năm 2008, cô đã từ chức vì đường lối chính trị của tờ báo, điều mà theo tờ tuần báo The Economist của Anh, có thể là đặc điểm của "chủ nghĩa quốc gia, sự nhu nhược và thái độ hoài nghi yếm thế".

## Đời tư
Năm 2003 cô kết hôn với người bạn sinh viên khoa báo chí, Alexander Frolov, người mà cô gặp năm 2000 khi còn học ở Sevastopol. Trong mùa hè năm 2007 Baburova và Frolov ly dị.

## Từ trần
Cô trở thành nhà báo thứ tư của tờ Novaya Gazeta bị sát hại kể từ năm 2000. Theo nhà phân tích quân sự Nga Pavel Felgenhauer, thì các chi tiết của vụ giết người này cho thấy có sự tham gia của các cơ quan an ninh nhà nước Nga.
Ban đầu có tường thuật là Baburova đã bị thương trong khi tìm cách bắt giữ kẻ giết Markelov, tuy nhiên sau đó các giới chức thi hành luật pháp của Nga tuyên bố rằng Baburova bị bắn vào sau đầu. Baburova chết vài giờ sau khi bị bắn tại bệnh viện Moskva.
Ngày 23.1.2009 Tổng thống Ukraina Viktor Yushchenko đã gửi điện tín chia buồn với cha mẹ cô. Tổng thống Nga Dmitry Medvedev đưa ra lời chia buồn 6 ngày sau.
Ngày 26.1.2009 Baburova được mai táng ở nghĩa trang trung tâm thành phố quê hương Sevastopol.
Nhiều người rất hoài nghi đối với khả năng của các cơ quan liên bang trong việc điều tra vụ giết người này và tìm ra thủ phạm của những tội ác.
Sự đánh giá thấp tính chuyên nghiệp của hệ thống hành pháp Nga trong việc điều tra vụ này đã gây ra cuộc thảo luận rộng rãi trêncác báo, blogs và các trang cá nhân.

## Điều tra
Tháng 11 năm 2009 giới chức chính quyền Nga công bố chấm dứt cuộc điều tra tội phạm này. Những kẻ bị kết án giết người là 2 thành viên của một nhóm Tân Quốc xã cấp tiến theo chủ nghĩa dân tộc, đã bị bắt và thú nhận tội. Lý do của việc giết người là để trả thù.

## Xuất bản phẩm
- In Novaya Gazeta Lưu trữ ngày 23 tháng 1 năm 2009 tại Wayback Machine(tiếng Nga)
- In ChasKor(tiếng Nga)